# المخزن القاعی
ال مخزن ال قاعی یک منطقهٔ مسکونی در یمن است که در استان ابین واقع شده‌است.